# Bactrocera aceroglans
Bactrocera aceroglans är en tvåvingeart som beskrevs av White och Neal L. Evenhuis 1999. Bactrocera aceroglans ingår i släktet Bactrocera och familjen borrflugor. Inga underarter finns listade.